# Coppa Svizzera 1943-1944
La Coppa Svizzera 1943-1944 è stata la 19ª edizione della manifestazione calcistica. È iniziata nell'agosto 1943 e si è conclusa il 10 aprile 1944. Questa edizione della coppa vide la vittoria finale del Losanna.

## Formula
Turni ad eliminazione diretta in gara unica. In caso di paritá al termine dei tempi supplementari, la partita veniva ripetuta a campo invertito.

### Turno Preliminare
| Squadra 1                 | Risultato | Squadra 2          |
| ------------------------- | --------- | ------------------ |
| 22 agosto 1943            |           |                    |
| Bex                       | 4 - 6     | ST. Maurice        |
| Bévilard                  | 2 - 6     | Reconvilier        |
| Sion                      | 2 - 0     | Martigny           |
| 29 agosto 1943            |           |                    |
| Amicale Abattoirs Ginevra | 3 - 1     | Saint-Jean         |
| Chênois                   | 0 - 3     | Compesières        |
| Couvet                    | 0 - 3     | Fleurier           |
| Echallens                 | 0 - 3     | Ambrosiana Losanna |
| Floria                    | 1 - 3     | Le Locle-Sports    |
| Fontainemelon             | 0 - 3     | Hauterive          |
| Forward Morges            | 2 - 3     | Racing Losanna     |
| Frauenfeld                | 3 - 1     | Kreuzlingen        |
| Köniz                     | 1 - 2     | Minerva            |
| Langnau                   | 5 - 1     | Länggasse Berna    |
| Langenthal                | 11 - 0    | Herzogenbuchsee    |
| La Tour-de-Peilz          | 2 - 7     | Monthey            |
| Le Neuveville             | 2 - 3     | Madretsch          |
| Le Sentier                | 3 - 0     | Cossonay           |
| Mett                      | 6 - 2     | Bienne-Boujean     |
| Orbe                      | 1 - 6     | Concordia Yverdon  |
| Pully                     | 2 - 1     | Vignoble           |
| Regina                    | 4 - 0     | Estella            |
| St. Imier                 | 1 - 0     | Tavannes           |
| Salgesch                  | 3 - 8     | Sierre             |
| Stade Carouge             | 2 - 3     | Gardy-Jonction     |
| Stade Lausanne            | 1 - 6     | Malley             |
| Stade Nyonnais            | 11 - 0    | Amical Saint-Prex  |
| Tramelan                  | 2 - 3     | Moutier            |
| Victoria Berna            | 1 - 2     | Zähringia Berna    |
| Weinfelden                | 0 - 1     | Amriswil           |
| Yverdon                   | 4 - 1     | Stade Payerne      |
| 5 settembre 1943          |           |                    |
| Richemond                 | 1 - 8     | Central Friburgo   |

### 1º Turno Preliminare
| Squadra 1                 | Risultato     | Squadra 2          |
| ------------------------- | ------------- | ------------------ |
| 26 settembre 1943         |               |                    |
| Adliswil                  | 3 - 1         | Wetzikon           |
| Aegerten-Brügg            | 1 - 2         | Langenthal         |
| Altstetten                | 12 - 0        | Ass.Ticinese       |
| Amicale Abattoirs Ginevra | 2 - 1         | Compesières        |
| Baden                     | 1 - 0         | Seebach            |
| Black Boys                | 2 - 3         | Oerlikon/Polizei   |
| Bulle                     | 2 - 1         | Central Friburgo   |
| Colombier                 | 2 - 3         | Hauterive          |
| Gardy-Jonction            | 2 - 3         | Regina Ginevra     |
| Fortuna San Gallo         | 4 - 5         | Wil                |
| Horgen                    | 4 - 2         | Emmenbrücke        |
| Laufen                    | 9 - 0         | Breitenbach        |
| Le Locle-Sports           | 2 - 1         | St. Imier          |
| Le Sentier                | 3 - 6         | Ambrosiana Losanna |
| Lerchenfeld               | 2 - 1         | Minerva            |
| Liestal                   | 1 - 6         | Binningen          |
| Mendrisio                 | 4 - 2         | Giubiasco          |
| Moutier                   | 6 - 1         | Fleurier           |
| Neuhausen                 | 1 - 4         | Frauenfeld         |
| Porrentruy                | 3 - 1         | Reconvilier        |
| Pratteln                  | 4 - 2         | Sissach            |
| Rohrschach                | 3 - 1         | Arbon              |
| Rüti                      | 3 - 1         | Glarus             |
| ST. Maurice               | 1 - 3         | Monthey            |
| Sargans                   | 4 - 5         | Red Star           |
| Schöftland                | 4 - 1         | Wohlen             |
| Sierre                    | 2 - 1         | Sion               |
| Sporting Aarau            | 0 - 4         | Gränichen          |
| Trimbach                  | 3 - 6         | Zofingen           |
| Turgi                     | 2 - 1         | Wettingen          |
| Wädenswil                 | 1 - 2         | Gossau             |
| Wiedikon                  | 3 - 2         | Blue Stars Zurigo  |
| Winterthur                | 5 - 2         | Tössfeld           |
| Yverdon                   | 0 - 4         | Concordia Yverdon  |
| Zähringia Berna           | 2 - 3(d.t.s.) | Langnau            |
| Ems                       | 0 - 3         | Biaschesi          |
| Pully                     | 0 - 3         | Stade Nyonnais     |
| Wacher Grenchen           | 3 - 0         | Burgdorf           |
| Old Boys Basilea          | [ 3 ]         | Riehen             |
| 3 ottobre 1943            |               |                    |
| Ballspielclub Zurigo      | 0 - 6         | Allschwil          |
| Gerlafingen               | 3 - 2(d.t.s.) | Lengnau            |
| Lyss                      | 2 - 3(d.t.s.) | Grünstern          |
| Mett                      | 0 - 1         | Madretsch          |
| Old Boys Basilea          | 4 - 1         | Riehen             |
| Sciaffusa                 | 4 - 0         | SV Sciaffusa       |
| 10 ottobre 1943           |               |                    |
| Amriswil                  | 2 - 1         | Töss               |
| Racing Losanna            | 3 - 0         | Malley             |

### 2º Turno preliminare
| Squadra 1                     | Risultato      | Squadra 2          |
| ----------------------------- | -------------- | ------------------ |
| 10 ottobre 1943               |                |                    |
| Adliswil                      | 5 - 4 (d.t.s.) | Turgi              |
| Allschwil                     | 1 - 3          | Nordstern          |
| C.A.Amical Ginevra            | 2 - 1          | Ambrosiana Losanna |
| Berna                         | 1 - 0          | Pratteln           |
| Binningen                     | 2 - 3          | Birsfelden         |
| Black Stars Basilea           | 1 - 2          | Helvetia Berna     |
| Club Athletique Ginevra       | 1 - 2 (d.t.s.) | Stade Nyonnais     |
| Concordia Yverdon             | 5 - 3          | Renens             |
| Frauenfeld                    | 2 - 1          | Wil                |
| Friburgo                      | 2 - 1          | Langnau            |
| Gossau                        | 1 - 2          | Brühl              |
| International Ginevra         | 3 - 1          | Regina Ginevra     |
| Kickers Lucerna               | 1 - 0          | Horgen             |
| Le Locle-Sports               | 2 - 1          | Hauterive          |
| Lengnau                       | 1 - 4          | Gränichen          |
| Lerchenfeld                   | 2 - 1          | Grünstern          |
| Madretsch                     | 0 - 2          | Urania Ginevra     |
| Monthey                       | 2 - 4          | Montreux-Sports    |
| Moutier                       | 3 - 0          | Étoile-Sporting    |
| Old Boys Basilea              | 2 - 3          | Laufen             |
| Porrentruy                    | 0 - 1          | Kleinhüningen      |
| Rorschach                     | 0 - 4          | Aarau              |
| Rüti                          | 3 - 0          | Concordia Basilea  |
| Sciaffusa                     | 2 - 4          | Zugo               |
| Soletta                       | 3 - 1          | Biaschesi          |
| Vevey                         | 3 - 0          | Sierre             |
| Wiedikon                      | 2 - 4          | Altstetten         |
| Zofingen                      | 5 - 2          | Bienne-Boujean     |
| 17 ottobre 1943               |                |                    |
| Baden                         | 0 - 7          | Bellinzona         |
| Bulle                         | 1 - 2 (d.t.s.) | Racing Losanna     |
| Locarno                       | 3 - 0          | Red Star Zurigo    |
| Mendrisio                     | 1 - 3          | Chiasso            |
| Pro Daro                      | 5 - 2          | Oerlikon/Polizei   |
| Derendingen                   | 3 - 3 (d.t.s.) | Schöftland         |
| 24 ottobre 1943               |                |                    |
| Amriswil                      | 0 - 6          | Winterthur         |
| Wacher Grenchen               | 1 - 1 (d.t.s.) | Langenthal         |
| 31 ottobre 1943 (ripetizione) |                |                    |
| Langenthal                    | 4 - 0          | Wacher Grenchen    |
| 7 novembre 1943 (ripetizioni) |                |                    |
| Allschwil                     | 3 - 4          | Nordstern          |
| Schöftland                    | 2 - 0          | Derendingen        |

### 3º Turno preliminare
| Squadra 1          | Risultato      | Squadra 2             |
| ------------------ | -------------- | --------------------- |
| 7 novembre 1943    |                |                       |
| Altstetten         | 0 - 1          | Zugo                  |
| C.A.Amical Ginevra | 0 - 5          | Friburgo              |
| Bellinzona         | 4 - 0          | Locarno               |
| Chiasso            | 3 - 0          | Pro Daro              |
| Concordia Yverdon  | 1 - 2          | International Ginevra |
| Helvetia Berna     | 0 - 2          | Lerchenfeld           |
| Kickers Lucerna    | 3 - 1          | Adliswil              |
| Langenthal         | 0 - 1          | Berna                 |
| Laufen             | 1 - 3          | Birsfelden            |
| Le Locle-Sports    | 0 - 3          | Urania Ginevra        |
| Montreux-Sports    | 3 - 2          | Racing Losanna        |
| Rüti               | 2 - 4 (d.t.s.) | Brühl                 |
| Soletta            | 0 - 3          | Aarau                 |
| Stade Nyonnais     | 2 - 3          | Vevey                 |
| Winterthur         | 3 - 2          | Frauenfeld            |
| Zofingen           | 4 - 7 (d.t.s.) | Gränichen             |
| 14 novembre 1943   |                |                       |
| Schöftland         | 0 - 2          | Moutier               |
| 12 dicembre 1943   |                |                       |
| Nordstern          | 1 - 0          | Kleinhüningen         |

### Sedicesimi di finale
| Squadra 1                    | Risultato      | Squadra 2             |
| ---------------------------- | -------------- | --------------------- |
| 26 dicembre 1943             |                |                       |
| Basilea                      | 4 - 1          | Nordstern             |
| Bellinzona                   | 1 - 0          | Lugano                |
| Berna                        | 1 - 4          | Young Boys            |
| Brühl                        | 0 - 2          | San Gallo             |
| Friburgo                     | 2 - 0          | Aarau                 |
| Grasshoppers                 | 7 - 0          | Birsfelden            |
| Grenchen                     | 6 - 1          | Gränichen             |
| Kickers Lucerna              | 1 - 4          | Chiasso               |
| Lerchenfeld                  | 0 - 2          | Bienne                |
| Losanna                      | 2 - 0          | International Ginevra |
| Lucerna                      | 1 - 0          | Winterthur            |
| Montreux-Sports              | 1 - 5          | La Chaux-de-Fonds     |
| Moutier                      | 1 - 3 (d.t.s.) | Young Fellows         |
| Zurigo                       | 2 - 0          | Zugo                  |
| Cantonal Neuchâtel           | 1 - 1 (d.t.s.) | Vevey                 |
| Servette                     | 1 - 1 (d.t.s.) | Urania Ginevra        |
| 2 gennaio 1944 (ripetizioni) |                |                       |
| Vevey                        | 2 - 0          | Cantonal Neuchâtel    |
| Urania Ginevra               | 0 - 3          | Servette              |

### Ottavi di finale
| Squadra 1                     | Risultato      | Squadra 2         |
| ----------------------------- | -------------- | ----------------- |
| 6 gennaio 1944                |                |                   |
| Bellinzona                    | 3 - 1          | Chiasso           |
| 9 gennaio 1944                |                |                   |
| Basilea                       | 6 - 2          | San Gallo         |
| Grenchen                      | 1 - 0          | La Chaux-de-Fonds |
| Servette                      | 8 - 1          | Friburgo          |
| Vevey                         | 0 - 2          | Losanna           |
| Young Fellows                 | 1 - 2          | Bienne            |
| Grasshoppers                  | 1 - 1 (d.t.s.) | Zurigo            |
| Lucerna                       | 1 - 1 (d.t.s.) | Young Boys        |
| 23 gennaio 1944 (Ripetizioni) |                |                   |
| Young Boys                    | 3 - 0          | Lucerna           |
| Zurigo                        | 1 - 0          | Grasshoppers      |

### Quarti di finale
| Squadra 1                      | Risultato      | Squadra 2  |
| ------------------------------ | -------------- | ---------- |
| 13 febbraio 1944               |                |            |
| Basilea                        | 5 - 1          | Young Boys |
| Losanna                        | 3 - 2          | Servette   |
| Zurigo                         | 1 - 0          | Bellinzona |
| Bienne                         | 1 - 1 (d.t.s.) | Grenchen   |
| 27 febbraio 1944 (ripetizione) |                |            |
| Grenchen                       | 0 - 1          | Bienne     |

### Semifinali
| Squadra 1     | Risultato | Squadra 2 |
| ------------- | --------- | --------- |
| 12 marzo 1944 |           |           |
| Bienne        | 0 - 1     | Basilea   |
| Losanna       | 1 - 0     | Zurigo    |

### Finale
| Arbitro: | Wuthrich (Berna) |

|                               |           |  |
| Monnard 85’, 90’ Courtois 88’ | Marcatori |  |